# 목탄증기갑함
목탄증기갑함 (木炭蒸汽甲艦)은 제너럴 셔먼호 사건 이후, 흥선대원군이 제너럴 셔먼호를 끌어내서 그 잔해와 서양의 철갑 증기선의 설계도인 《해국도지》의 내용을 참고해 건조한 조선 최초의 증기선이다.
조선 후기의 야담을 모은 책인 《근세조선정감》이라는 책에서는 "실패하여 대포로 뜯어 고쳣다"고 밝히고 있으나, 《승정원일기》에서는 "예열을 하지 않아서 처음에는 거북이처럼 느렸으나, 뒤에 동력이 붙어서 성공하였고 함포를 싣고 쏘는 데도 성공"하였으며, 두 척을 더 건조해서 강화도에 총 세 척이 훈련용으로 배치했다고 밝히고 있다. 천/지/현의 세척이 강화도에 배치되었는데 흥선대원군 이후의 기록이 남아있지가 않다.

## 같이 보기
- 제너럴 셔먼호 사건
- 철갑선